# Festival di libri e altrecose
Il Festival di libri e altrecose (FLA, già Festival delle letterature dell'Adriatico) è una manifestazione culturale istituita nel 2002 a Pescara, con l'intento di promuovere l'interesse per la lettura e la scrittura in tutte le loro forme. Il festival si svolge annualmente nel mese di novembre e vede la partecipazione di autori e critici letterari i quali sono protagonisti di letture, dibattiti e presentazioni di nuove opere.
La manifestazione, organizzata dall'Associazione Mente Locale in collaborazione con il quotidiano il Post, si svolge in diversi luoghi della città.

## Storia
Il festival è stato istituito nel 2002 su un'iniziativa di Giovanni Di Iacovo, un giovane scrittore di origini abruzzesi che ha proposto al Comune di Pescara la creazione della prima manifestazione nell'area adriatica dedicata alla letteratura e all'editoria. Grazie all'interessamento diretto di Adelchi De Collibus, la prima edizione della rassegna si è svolta nel settembre del 2003 presso il Museo d'arte moderna Vittoria Colonna, sotto il nome di Festival delle letterature dell'Adriatico, e ha visto la partecipazione di Antonella Cilento, Filippo La Porta, Antonio Rezza e Flavia Mastrella, tra gli altri.
Il festival, della durata di quattro giorni, offre numerosi ambiti di dibattito articolandosi in diverse sezioni, che vanno dalla saggistica alla letteratura autoctona, dalla fumettistica alla scrittura teatrale, filmica e giornalistica. Gli incontri si svolgono nelle sale conferenze dislocate all'interno di Pescara Vecchia e prevedono una serie di eventi tra performance, proiezioni, installazioni artistiche, concerti e workshop, realizzati in collaborazione con il Post e tramite l'offerta formativa della Scuola Internazionale di Comics e della Scuola Holden.
Partito in sordina come manifestazione di nicchia, il festival ha registrato un costante aumento del numero di eventi e pubblico, arrivando a contare oltre 30.000 presenze nel 2018, distribuite in circa 150 incontri. Luca Sofri, fondatore del quotidiano il Post, è stato direttore artistico del festival dal 2012 al 2020.